# Dermantsi
Dermantsi (bulgariska: Дерманци) är ett distrikt i Bulgarien.   Det ligger i kommunen Obsjtina Lukovit och regionen Lovetj, i den centrala delen av landet, 90 km nordost om huvudstaden Sofia.
Omgivningarna runt Dermantsi är en mosaik av jordbruksmark och naturlig växtlighet. Runt Dermantsi är det glesbefolkat, med 15 invånare per kvadratkilometer.